# Marítimo Portuario
Marítimo Portuario es un medio sectorial de Chile fundando el año 2000, el cual cuenta con una revista que es editada cada dos meses, así como también con un sitio web con activa presencia en redes sociales, otorgando cobertura especializada a materias vinculadas a la cadena logística del comercio exterior, mercado del transporte marítimo, actividad portuaria, desarrollo naviero y todas aquellas informaciones relevantes nacionales y extranjeras vinculadas a la carga y a la actividad portuaria.
Con casi una década de trayectoria al servicio del comercio exterior, la misión de Marítimo Portuario es informar y ser un apoyo seguro para el desarrollo de la industria marítima portuaria, para así fortalecer efectivamente al comercio exterior de Chile en este mundo globalizado.
- Datos: Q25408404